# Timema coffmani
Timema coffmani är en insektsart som beskrevs av German Giovanny Sandoval González och Joyce Winifred Vickery 1998. Timema coffmani ingår i släktet Timema och familjen Timematidae. Inga underarter finns listade i Catalogue of Life.